# Louis Restoineau de Fontbonne
Louis Restoineau de Fontbonne (ne pas confondre avec Fontbrune, arrivé en Nouvelle-France en 1756 et mort de maladie en septembre 1757), est né le 11 janvier 1705 à Pont-Saint-Esprit (Gard, France). Il reçut la commission d'enseigne le 22 mars 1724.  Un an et demi plus tard, il fut promu lieutenant, puis capitaine le 8 mai 1734. Il reçut la croix de Saint-Louis le 1er avril 1746.  Avant son départ pour la Nouvelle-France, le 1er mars 1755, il fut élevé au grade de lieutenant-colonel ; responsable du deuxième bataillon du régiment de Guyenne. À la Bataille de Fort Carillon, en 1758, il était commandant du Régiment de Guyenne. Il commandait l'aile gauche de l'armée française à la Bataille des plaines d'Abraham et est mort au combat à Québec le 13 septembre 1759. Il fut enterré sur les plaines.